# Benevenuto
Humberto de Araújo Benevenuto meglio conosciuto come Benevenuto (Rio de Janeiro, 4 dicembre 1904 – 24 giugno 1949) è stato un calciatore brasiliano.

## Carriera
In carriera, Benevenuto giocò in varie squadre brasiliane e nel Peñarol. Con la Nazionale brasiliana prese parte al Mondiale 1930.

## Palmarès

### Club
- Campionato Carioca: 3

Flamengo: 1925, 1927, 1932